# SyncToy
SyncToy – darmowy program do synchronizacji plików przeznaczony dla systemów operacyjnych Windows (XP, Vista, 7) w wersjach 32 i 64 bitowych. Jest składnikiem serii programów PowerToy. Posiada wygodny interfejs graficzny. Nadaje się do synchronizacji plików na komputerach w sieci oraz pomiędzy komputerem a dyskiem przenośnym (np. na USB).

## Działanie
Użytkownik określa parę folderów, których zawartość ma być synchronizowana, i nadaje tej parze nazwę. Można utworzyć wiele takich par. SyncToy nazywa foldery w każdej parze lewym i prawym.
Dla każdej z par określa się jeden z trzech trybów synchronizacji plików: Synchro, Echo lub Contribute (tabela 1).
| Proces                                     | Tryb synchro | Tryb Echo | Tryb Contribute |
| ------------------------------------------ | ------------ | --------- | --------------- |
| Tworzenie nowych plików                    | L ⇌ P        | L → P     | L → P           |
| Zastępowanie starszej wersji plików nowszą | L ⇌ P        | L → P     | L → P           |
| Uaktualnianie zmienionych nazw plików      | L ⇌ P        | L → P     | L → P           |
| Usuwanie plików                            | L ⇌ P        | L → P     | nie             |

### Dalsze opcje synchronizacji
- przenoszenie usuwanych plików do kosza zamiast natychmiastowego usuwania
- wybieranie podfolderów wykluczonych z synchronizacji
- określanie plików przeznaczonych do synchronizacji na podstawie ich nazw lub rozszerzeń.

Każda para folderów może być oznaczona jako synchronizowana domyślnie (automatycznie) lub ręcznie.
Program zawiera podgląd i statystykę zmian, które mają być wykonane, a ich lista może być sortowana i filtrowana. Pozwala też wykluczyć dowolną operację – nie będzie ona wykonana.